# Bahrein ai Giochi olimpici
Il Bahrein ha partecipato ai suoi primi Giochi olimpici estivi nel 1984 a Los Angeles, Stati Uniti, ma non ha ancora partecipato a nessuna delle edizioni delle Olimpiadi invernali.
La prima medaglia ai Giochi per il Bahrein è stata conquistata da Maryam Yusuf Jamal, oro nei 1500 metri piani a Londra 2012; Rashid Ramzi, che aveva vinto l'oro nei 1500 m a Pechino 2008, è stato in seguito squalificato per doping.
Il Comitato Olimpico del Bahrein, creato nel 1978, venne riconosciuto dal CIO nel 1979.

## Medaglieri delle singole edizioni

### Medaglie ai giochi estivi
Dati aggiornati al 6 settembre 2024
| Giochi              | Oro | Argento | Bronzo | Totale | Posizione |
| ------------------- | --- | ------- | ------ | ------ | --------- |
| Los Angeles 1984    | 0   | 0       | 0      | 0      | -         |
| Seul 1988           | 0   | 0       | 0      | 0      | -         |
| Barcellona 1992     | 0   | 0       | 0      | 0      | -         |
| Atlanta 1996        | 0   | 0       | 0      | 0      | -         |
| Sydney 2000         | 0   | 0       | 0      | 0      | -         |
| Atene 2004          | 0   | 0       | 0      | 0      | -         |
| Pechino 2008        | 0   | 0       | 0      | 0      | -         |
| Londra 2012         | 1   | 0       | 0      | 1      | 51°       |
| Rio de Janeiro 2016 | 1   | 1       | 0      | 2      | 48°       |
| Tokyo 2020          | 0   | 1       | 0      | 1      | 77°       |
| Parigi 2024         | 2   | 1       | 1      | 4      | 33º       |
| Totale              | 4   | 3       | 1      | 8      |           |

### Medagliere per disciplina
| Sport             | Oro | Argento | Bronzo | Totale |
| ----------------- | --- | ------- | ------ | ------ |
| Atletica leggera  | 3   | 3       | 0      | 4      |
| Lotta             | 1   | 0       | 0      | 1      |
| Sollevamento pesi | 0   | 0       | 1      | 1      |
| Totale            | 4   | 3       | 1      | 8      |